# Аштілеу (комуна)
Аштілеу (рум. Aștileu) — комуна у повіті Біхор в Румунії. До складу комуни входять такі села (дані про населення за 2002 рік):
- Аштілеу (1528 осіб) — адміністративний центр комуни
- Келеця (835 осіб)
- Кістаг (623 особи)
- Пештере (805 осіб)

Комуна розташована на відстані 406 км на північний захід від Бухареста, 36 км на схід від Ораді, 95 км на захід від Клуж-Напоки.

## Населення
За даними перепису населення 2002 року у комуні проживала 3791 особа.
Національний склад населення комуни:
| Національність   | Кількість осіб | Відсоток |
| ---------------- | -------------- | -------- |
| румуни           | 3492           | 92,1%    |
| словаки          | 173            | 4,6%     |
| угорці           | 82             | 2,2%     |
| цигани           | 34             | 0,9%     |
| німці            | 5              | 0,1%     |
| росіяни-липовани | 2              | 0,1%     |

Рідною мовою назвали:
| Мова      | Кількість осіб | Відсоток |
| --------- | -------------- | -------- |
| румунська | 3556           | 93,8%    |
| словацька | 164            | 4,3%     |
| угорська  | 67             | 1,8%     |
| німецька  | 3              | 0,1%     |
| циганська | 1              | < 0,1%   |

Склад населення комуни за віросповіданням:
| Релігія                                       | Кількість осіб | Відсоток |
| --------------------------------------------- | -------------- | -------- |
| православні                                   | 2997           | 79,1%    |
| п'ятдесятники                                 | 411            | 10,8%    |
| римо-католики                                 | 202            | 5,3%     |
| баптисти                                      | 126            | 3,3%     |
| реформати                                     | 44             | 1,2%     |
| лютерани (Синодально-пресвітеріанська церква) | 3              | 0,1%     |
| не релігійні                                  | 3              | 0,1%     |
| адвентисти                                    | 2              | 0,1%     |
| греко-католики                                | 1              | < 0,1%   |